# NOBOX
NOBOX‏ (NOBOX oogenesis homeobox) هوَ بروتين يُشَفر بواسطة جين NOBOX في الإنسان.